# Malayotyphlops koekkoeki
Malayotyphlops koekkoeki är en ormart som beskrevs av Brongersma 1934. Malayotyphlops koekkoeki ingår i släktet Malayotyphlops och familjen maskormar. Inga underarter finns listade i Catalogue of Life.
Denna orm är endast känd från norra Borneo samt från ön Pulau Bunyu i närheten. Habitatet är inte dokumenteradt. Antagligen gräver Malayotyphlops koekkoeki i det översta jordlagret. Honor lägger troligtvis ägg.
Inget är känt angående populationens storlek och möjliga hot. IUCN kategoriserar arten globalt som otillräckligt studerad.